# (36658) 2000 QG204
2000 QG204 (asteroide 36658) é um asteroide da cintura principal. Possui uma excentricidade de 0.04346190 e uma inclinação de 3.79561º.
Este asteroide foi descoberto no dia 29 de agosto de 2000 por LINEAR em Socorro.